# Черивејл (Канзас)
Черивејл (енгл. Cherryvale) град је у америчкој савезној држави Канзас.

## Демографија
По попису из 2010. године број становника је 2.367, што је 19 (-0,8%) становника мање него 2000. године.
| Група             | 2000.         | 2010.         |
| Белци             | 2.225 (93,3%) | 2.176 (91,9%) |
| Афроамериканци    | 2 (0,1%)      | 23 (1,0%)     |
| Азијати           | 3 (0,1%)      | 6 (0,3%)      |
| Хиспаноамериканци | 66 (2,8%)     | 94 (4,0%)     |
| Укупно            | 2.386         | 2.367         |